# Астериниды
Астериниды (лат. Asterinidae) — семейство морских звёзд отряда вальватид (Valvatida).

## Описание
В основном небольшие морские звезды, плоские сверху и с очень короткими лучами, которых обычно пять, но бывает и больше. Край тела тонкий и образованный нечеткими, крошечными краевыми пластинками.
Глубоководные виды могут быть крупнее, например представители рода Anseropoda могут превышать 45 см в диаметре.

## Образ жизни и размножение
Большинство видов невелики и относительно скрытны: прячутся под камнями и в трещинах скал. Несколько видов могут размножаться бесполым путём частями собственного тела, что увеличивает их репродуктивный потенциал. Поэтому некоторые виды родов Meridiastra и Aquilonastra могут внезапно появляться в аквариумах, если туда случайно попадёт единственная личинка. Некоторые виды могут производить на свет маленьких морских звёзд, минуя личиночную стадию, например Asterina panceri.

## Питание
Большинство видов питаются фрагментами пищи и водорослей или бактериального мата, покрывающих субстрат, выворачивая на них желудок (распространённый способ питания у морских звёзд). А некоторые виды, такие как Stegnaster inflatus приподнимаются на кончиках щупалец, поджидают жертву, которая залезет в это «убежище» и хватают её.

## Места обитания
Астериниды встречаются почти во всех морях мира, от глубоких впадин до прибрежной полосы и от полюсов до тропиков.

## Классификация
Это семейство включает около 21 родов и 116 видов по O’Loughlin & Waters (2004), но World Asteroidea Database утверждает, что оно включает в себя 150 видов в 25 родов.
Приводится систематика семейства по World Asteroidea Database:
- Ailsastra O’Loughlin & Rowe, 2005
- Allopatiria Verrill, 1913
- Anseropoda Nardo, 1834
- Aquilonastra O’Loughlin in O’Loughlin & Waters, 2004
- Asterina Nardo, 1834
- Asterinides Verrill, 1913
- Asterinopsis Verrill, 1913
- Callopatiria Verrill, 1913
- Cryptasterina Dartnall & al. 2003
- Disasterina Perrier, 1875
- Indianastra O’Loughlin in O’Loughlin & Waters, 2004
- Kampylaster Koehler, 1920
- Manasterina H.L. Clark, 1938
- Meridiastra O’Loughlin, 2002
- Nepanthia Gray, 1840
- Paranepanthia Fisher, 1917
- Parvulastra O’Loughlin in O’Loughlin & Waters, 2004
- Patiria Gray, 1840
- Patiriella Verrill, 1913
- Pseudasterina Aziz & Jangoux, 1985
- Pseudonepanthia A.H. Clark, 1916
- Pseudopatiria O’Loughlin in O’Loughlin & Waters, 2004
- Stegnaster Sladen, 1889
- Tegulaster Livingstone, 1933
- Tremaster Verrill, 1880
- Ctenaster L. Agassiz, 1836
- Desmopatiria Verrill, 1913

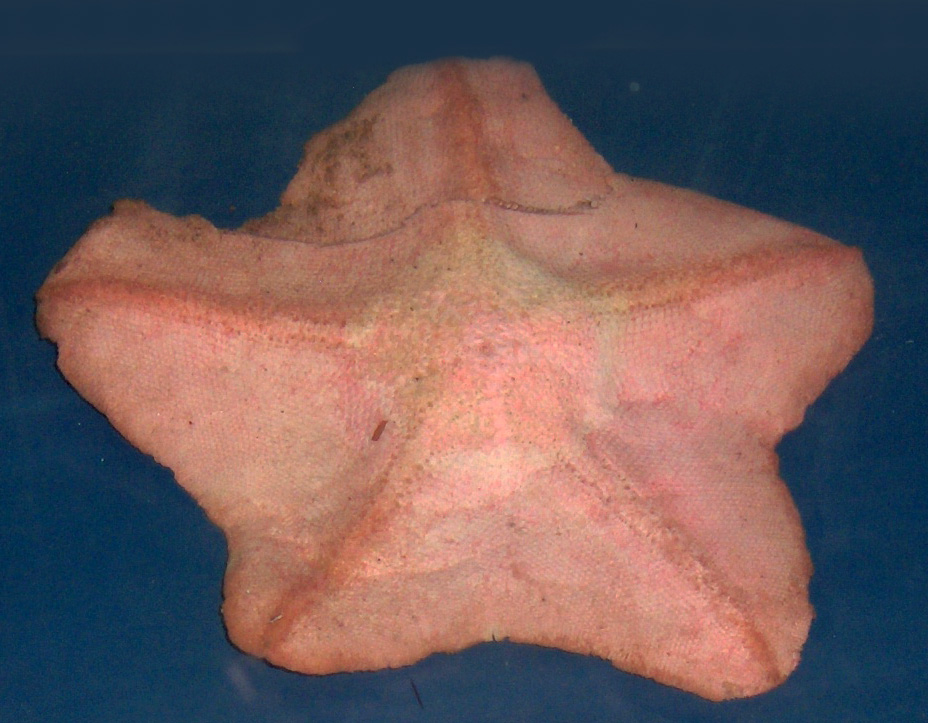
Anseropoda placenta
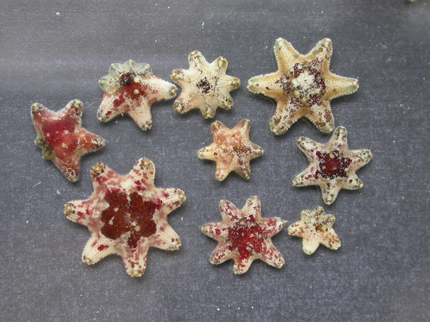
Aquilonastra conandae
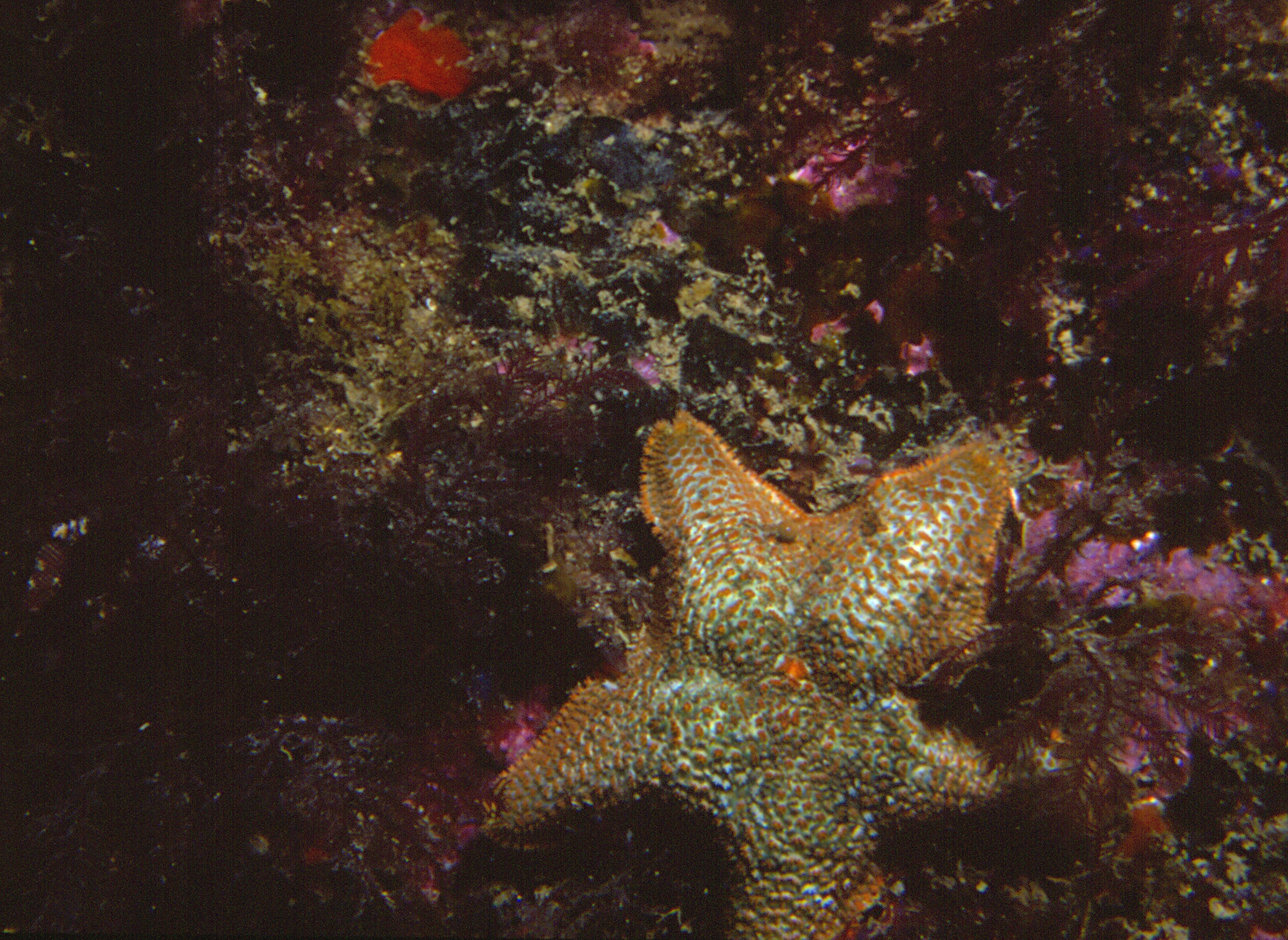
Asterina gibbosa
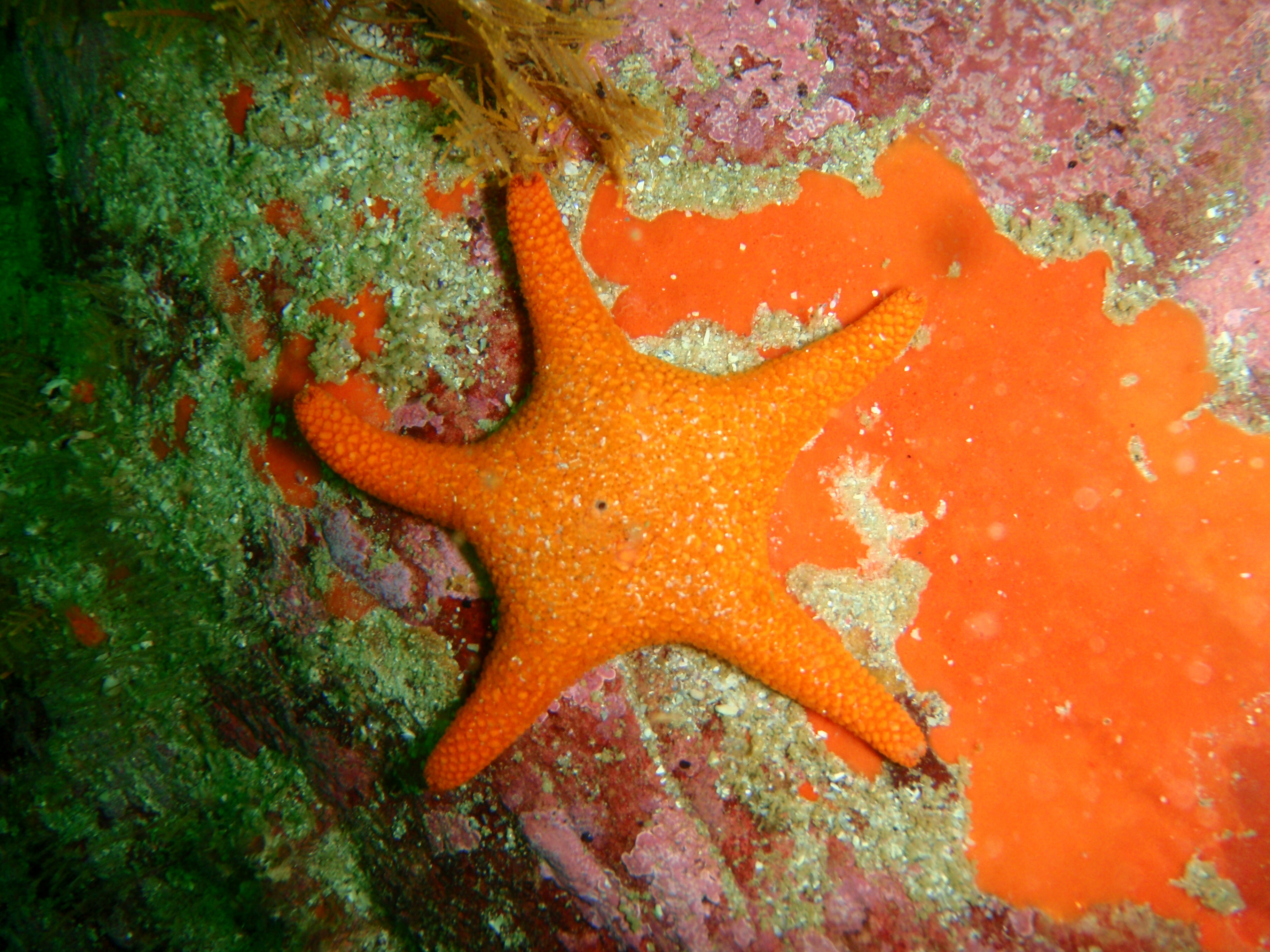
Callopatiria granifera
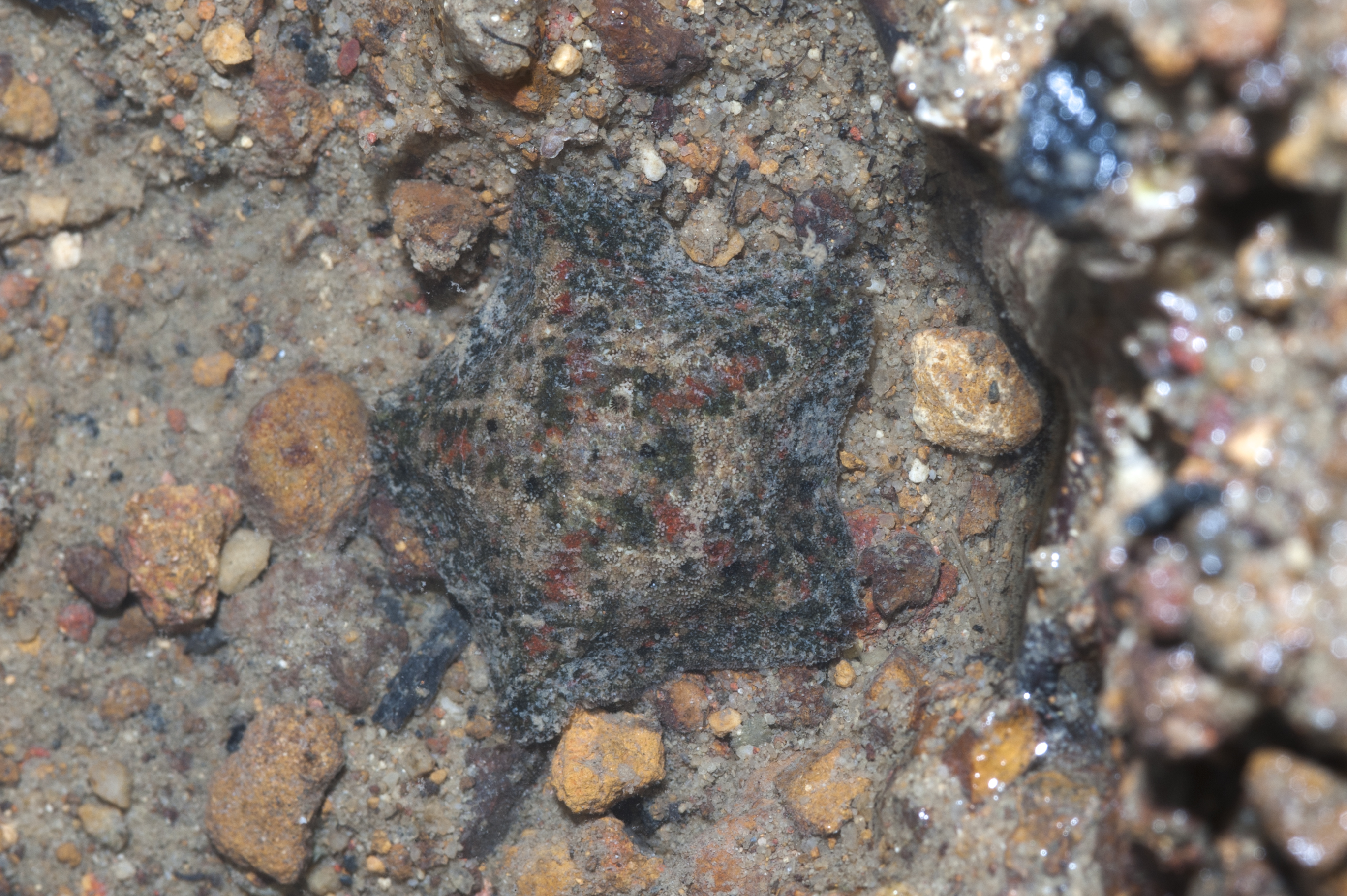
Cryptasterina sp.
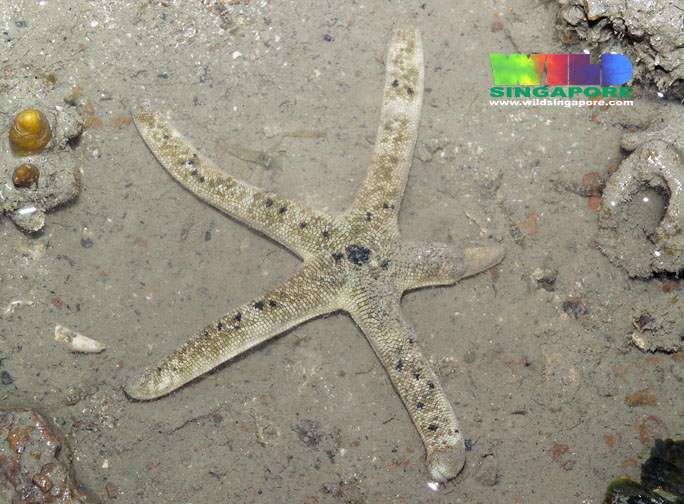
Nepanthia maculata
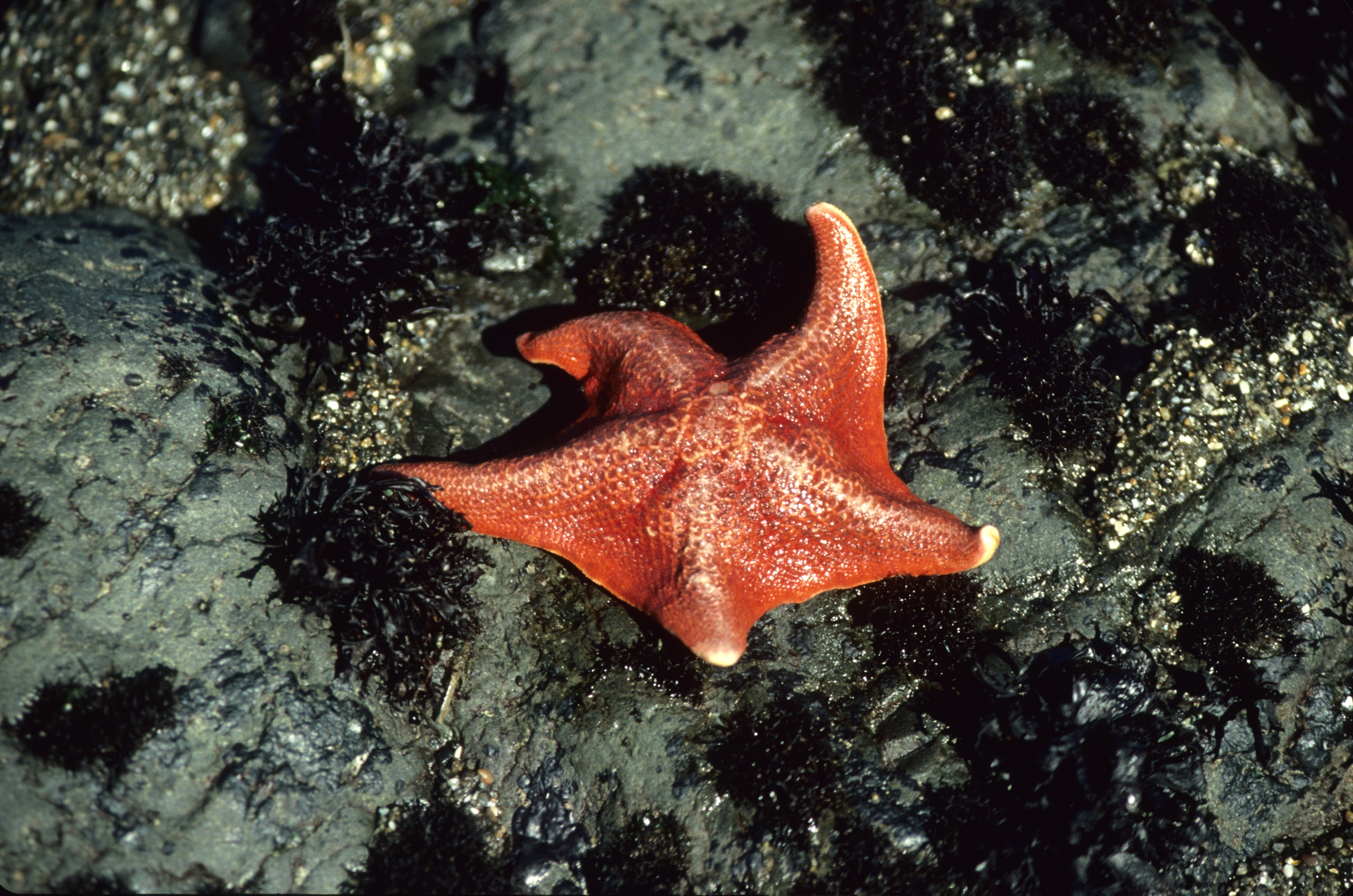
Patiria miniata
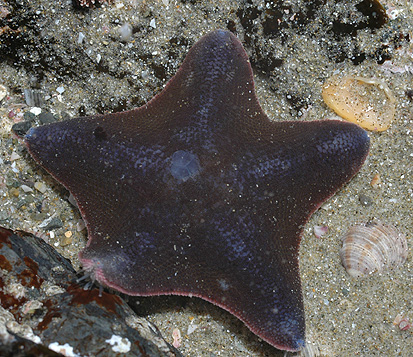
Patiriella regularis
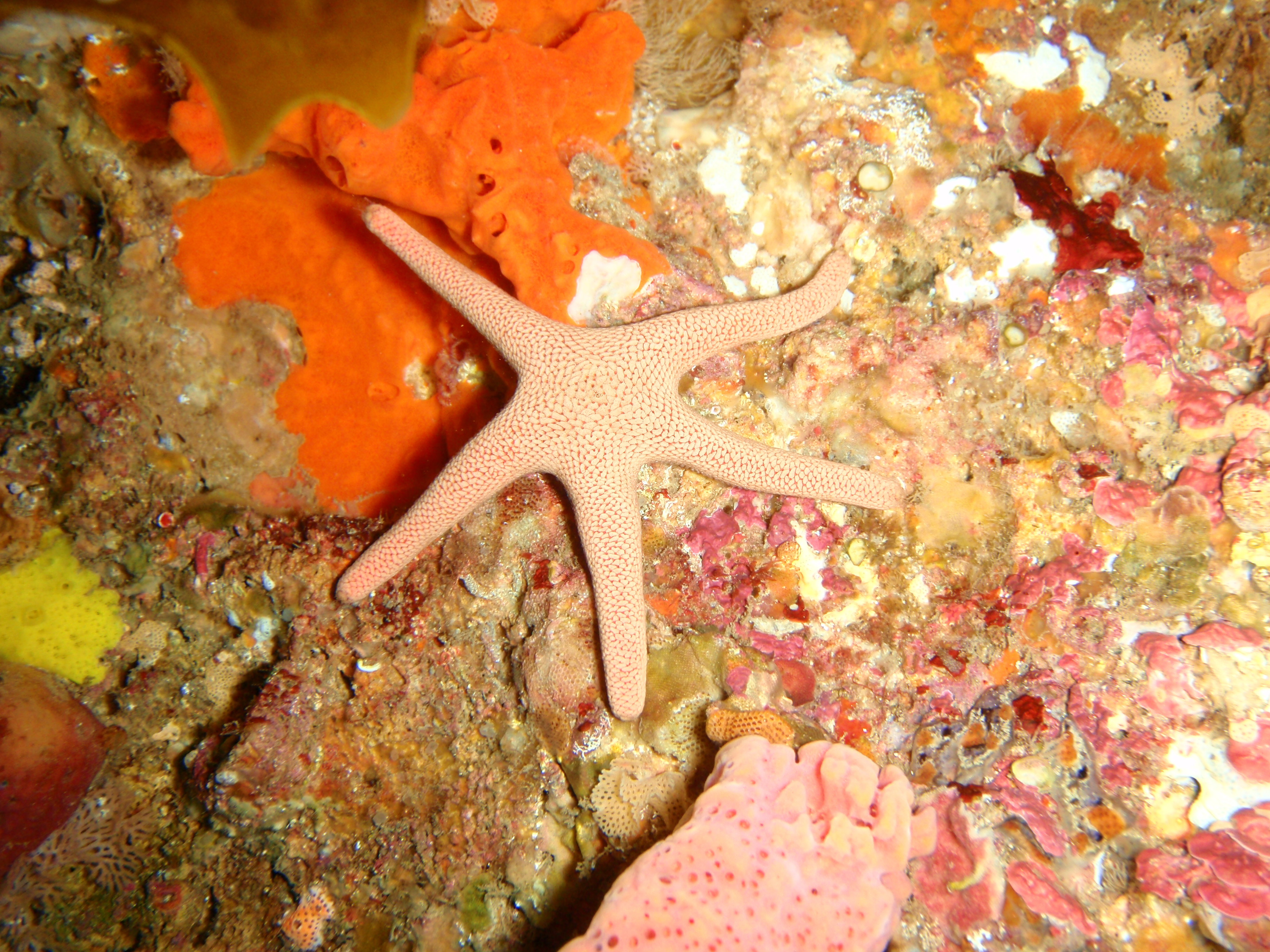
Pseudonepanthia troughtoni
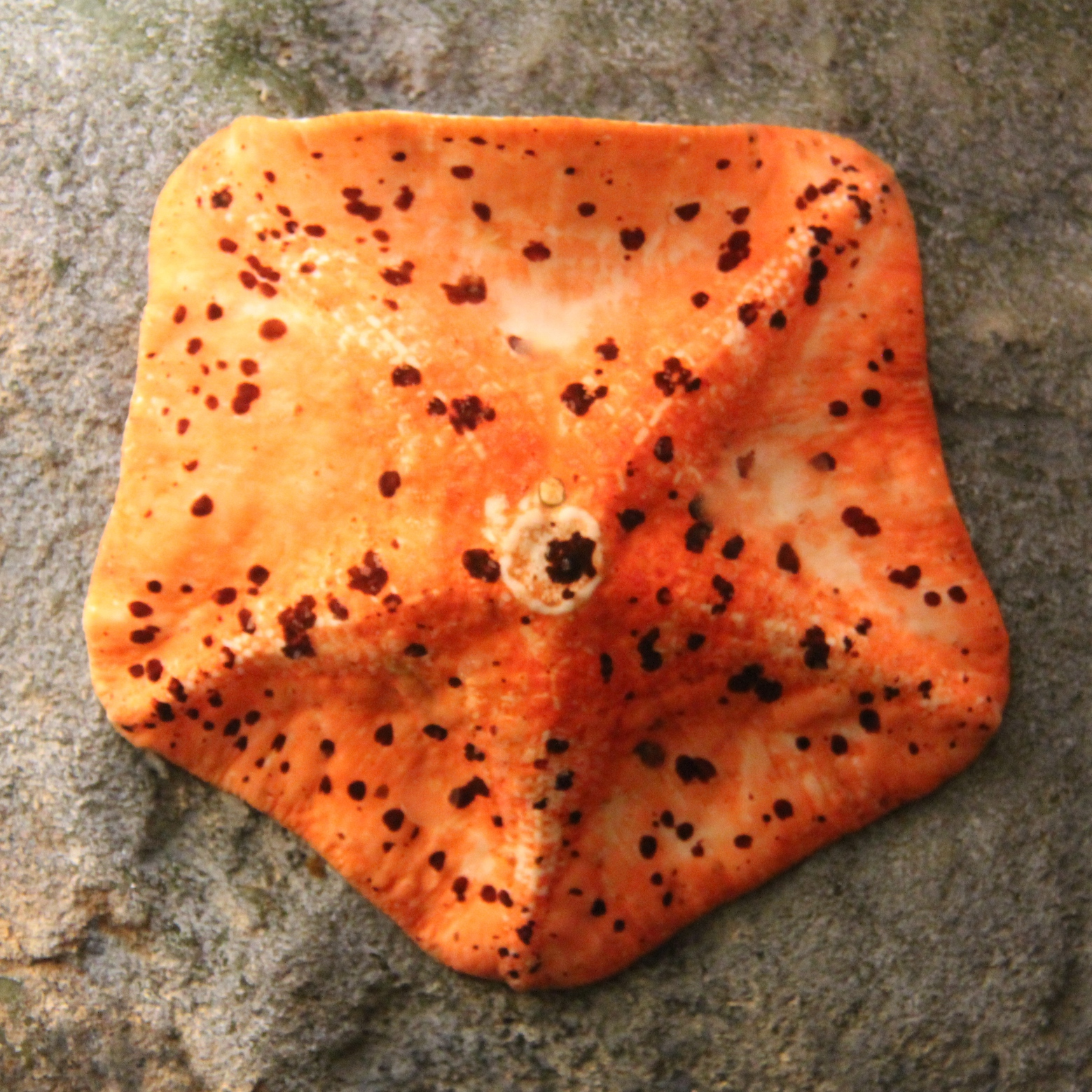
Stegnaster inflatus
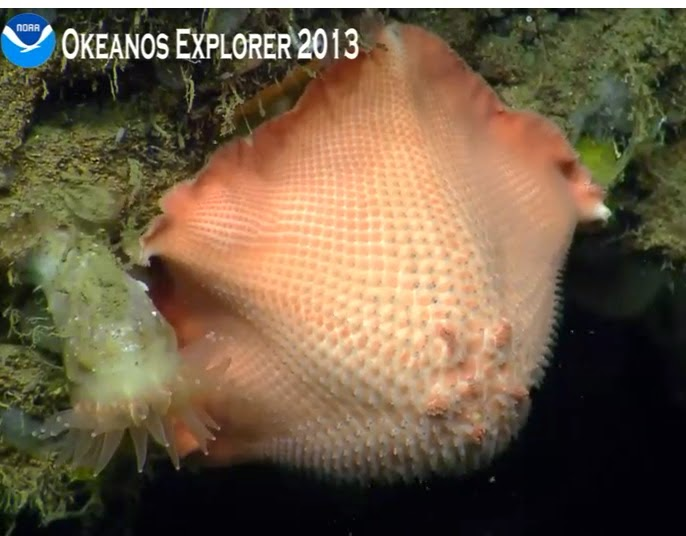
Tremaster mirabilis
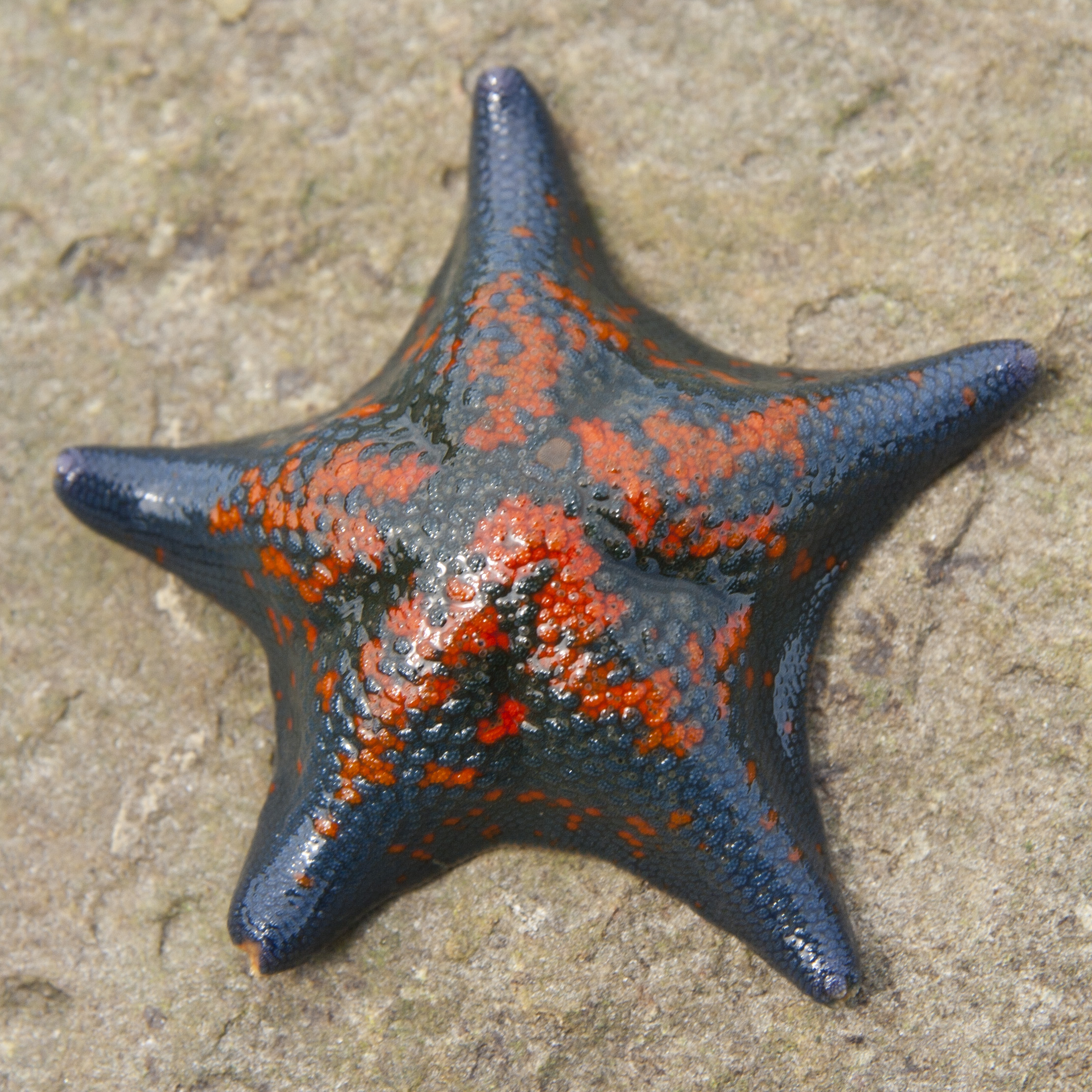
Patiria pectinifera